# Facit

Logotipo de Facit

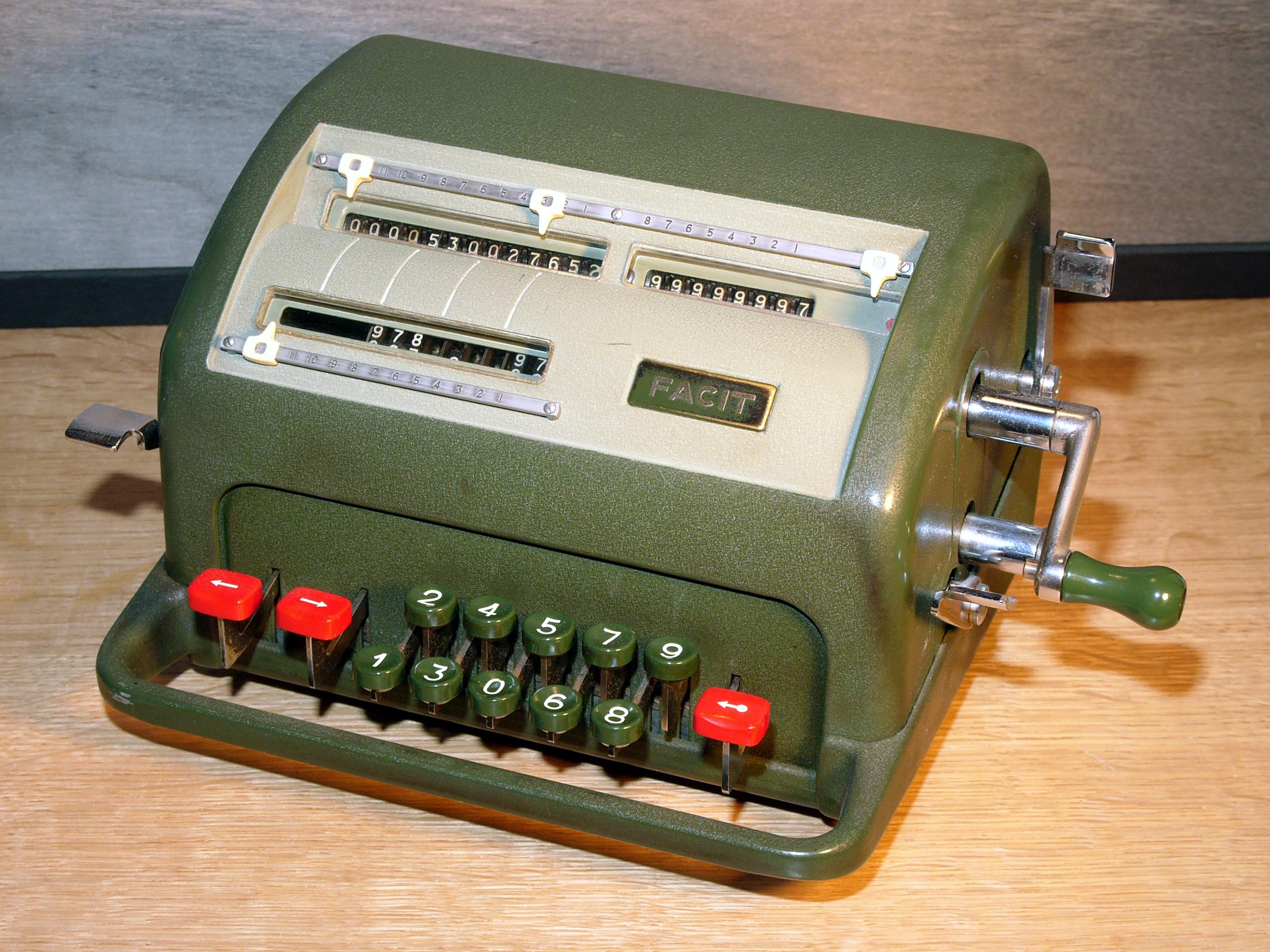
Máquina calculadora Facit, 1954

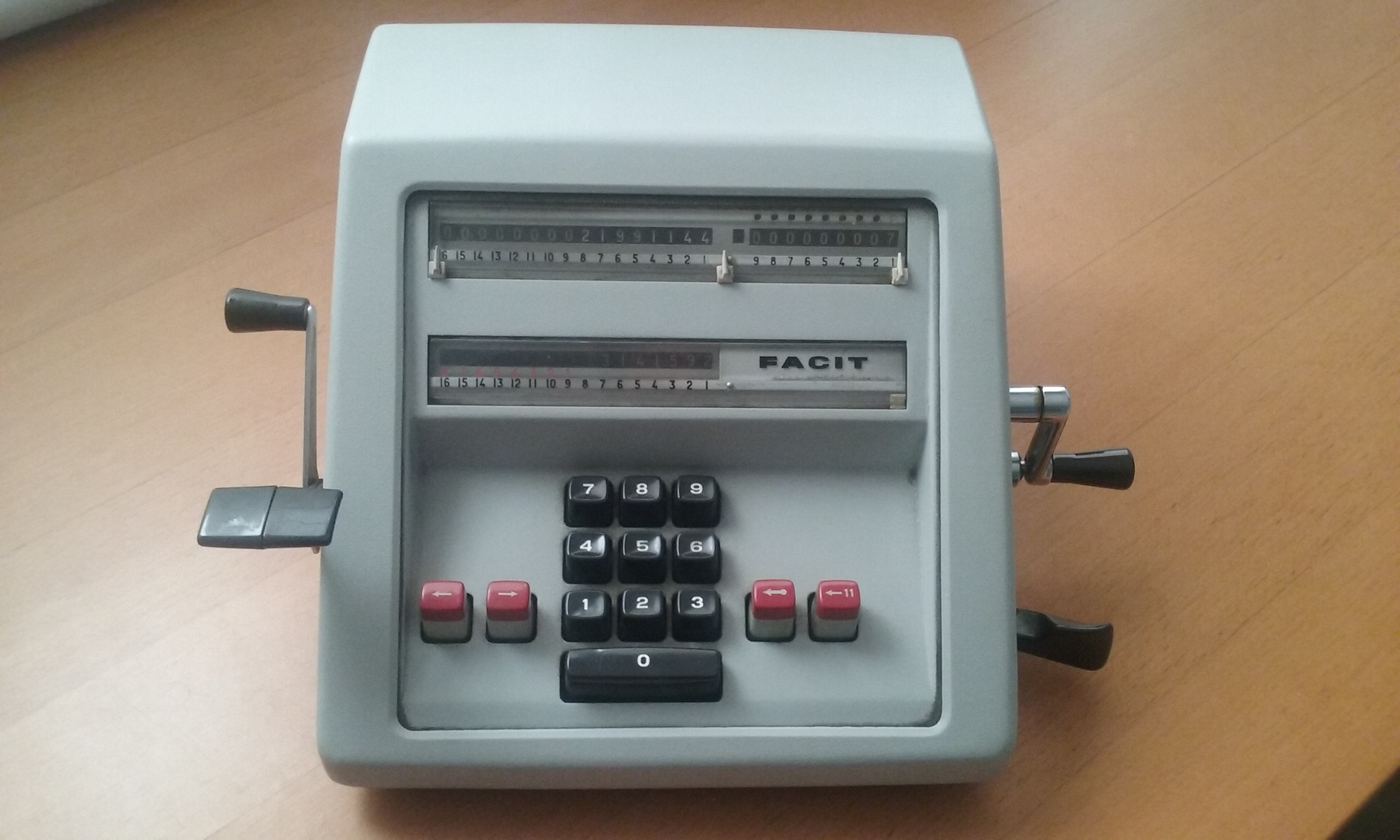
Calculadora mecánica FACIT Model CM2-16 (11x9x16 cifras), 1965

Facit AB fue una empresa industrial sueca dedicada al diseño y fabricación de productos de oficina, conocida internacionalmente sobre todo por sus calculadoras mecánicas en las décadas de 1950 y 1960. Fundada en 1922, cesó su actividad definitivamente en 1998.

## Reseña histórica

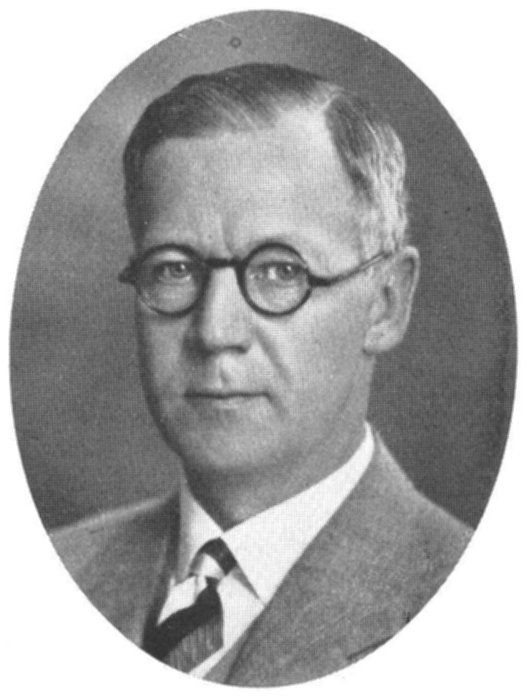
Elof Ericsson (1887-1961), fundador en 1922 de AB Åtvidabergs Industrier. Foto de 1937.

Facit tenía su sede en Åtvidaberg, Suecia, y fue fundada en 1922 como AB Åtvidabergs Industrier. Facit AB, un fabricante de calculadoras mecánicas, fue incorporado al grupo empresarial ese mismo año. En 1932 Åtvidaberg Industries lanzó al mercado su primera calculadora mecánica de diez dígitos con el nombre de FACIT, convirtiéndose en un gran éxito.
A comienzos de la década de 1960 la empresa contaba con un total de 8.000 empleados y con filiales en más de 100 países, habiéndose convertido la inicialmente subsidiaria Facit en el principal negocio del grupo empresarial. En 1965 la empresa entera cambió su nombre a Facit AB. Al año siguiente adquirió a su competidor Addo, que se mantuvo como una filial separada. Bajo el popular liderazgo de Gunnar Ericsson, Facit se centró cada vez más en sus calculadoras mecánicas, en su imagen de marca, y en su expansión global. Esta estrategia recibió el nombre de "The New Deal" (El Nuevo Acuerdo). Durante la década de 1960s Facit experimentó un gran crecimiento y una elevada rentabilidad.
Sin embargo, las calculadoras electrónicas estaban mejorando su rendimiento rápidamente, obteniendo cada vez cuotas de mercado más grandes. En 1965, se vendieron unas 4.000 calculadoras digitales en todo el mundo. Al año siguiente, fueron 25.000 y en 1967 ya copaban el 15 por ciento del mercado.
Para conjurar esta amenaza, Facit comenzó a colaborar con la empresa japonesa Hayakawa (actualmente Sharp). Las calculadoras electrónicas eran fabricadas en Japón, y durante 1965-67 Facit tuvo los derechos exclusivos para venderlas a través de su red comercial internacional bajo la marca Facit. Sin embargo, tan pronto como Hayakawa comenzó a desarrollar su propia organización de ventas global, la relación entre las dos compañías comenzó a ser cada vez más tensa.
En 1970, la compañía había llegado a su cénit, con más de 14.000 empleados en todo el mundo. En 1971, las modernas calculadoras de bolsillo fabricadas en Japón revolucionaron el sector, dejando instantáneamente obsoletas las calculadoras mecánicas de Facit. Como resultado, Facit quedó fuera del negocio virtualmente de la noche a la mañana. La apreciación general de este fracaso es que Facit selló su defunción a raíz de negarse a reconocer la superioridad de las calculadoras modernas, así como por su falta de voluntad para conocer y adaptarse a las nuevas demandas del mercado. También se han mencionado otras razones para este hecho: su incapacidad para consolidar las funciones de I+D de las compañías que adquirió; así como sus recursos de I+D limitados debido al tamaño relativamente pequeño de Facit en comparación con sus compañías rivales norteamericanas.
Facit fue vendida a Electrolux en 1973. En 1983 fue vendida de nuevo a Ericsson, iniciando un proyecto de fabricar microordenadores. Durante 4 años, el ordenador doméstico de Facit se hizo popular en los hogares de Suecia. Ofrecía algunas soluciones innovadoras, con una versión de BASIC como lenguaje de programación. Sin embargo, esta actividad fue cancelada en 1988, cuando el negocio dejó de ser provechoso.
La compañía fue posteriormente dividida entre sus dueños extranjeros. La parte restante de la empresa, conocida como Facit AB, fue finalmente cerrada en 1998.